# Cymothoe eupithes
Cymothoe eupithes är en fjärilsart som beskrevs av Doubleday 1848. Cymothoe eupithes ingår i släktet Cymothoe och familjen praktfjärilar. Inga underarter finns listade i Catalogue of Life.